# Ejido Jacumé
Ejido Jacumé är en ort i Mexiko.   Den ligger i kommunen Tecate och delstaten Baja California, i den nordvästra delen av landet, 2 200 km nordväst om huvudstaden Mexico City. Ejido Jacumé ligger 881 meter över havet och antalet invånare är 290.
Terrängen runt Ejido Jacumé är huvudsakligen kuperad, men den allra närmaste omgivningen är platt. Ejido Jacumé ligger nere i en dal. Runt Ejido Jacumé är det ganska glesbefolkat, med 22 invånare per kvadratkilometer. Närmaste större samhälle är Cereso del Hongo, 13,1 km söder om Ejido Jacumé. Omgivningarna runt Ejido Jacumé är i huvudsak ett öppet busklandskap.